# Xixuthrus gressitti
Xixuthrus gressitti is een keversoort uit de familie van de boktorren (Cerambycidae). De wetenschappelijke naam van de soort werd voor het eerst geldig gepubliceerd in 2006 door Marazzi, Marazzi & Komiya.